# Sülelmed

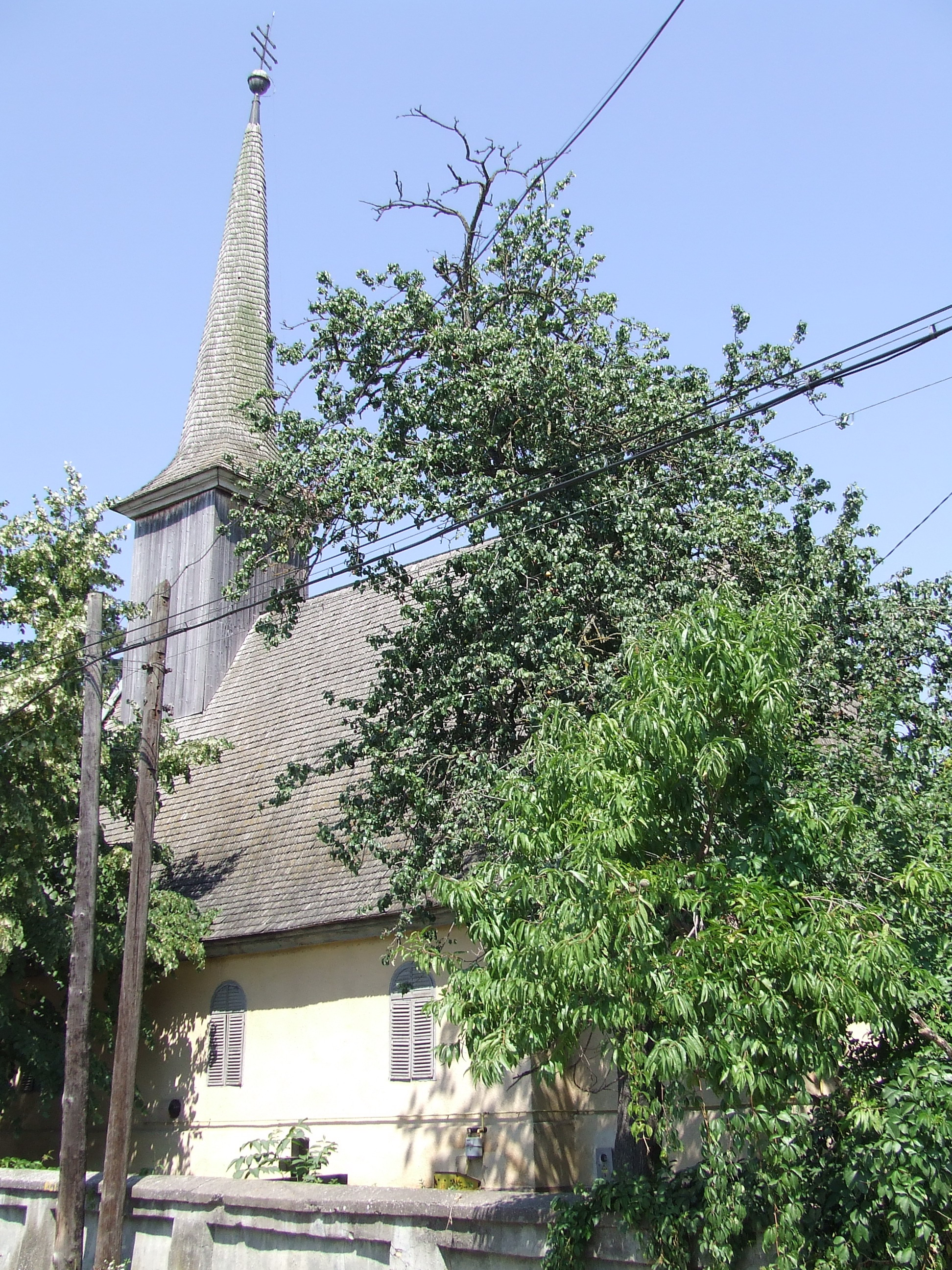
A Szent Arkangyalok fatemplom

Sülelmed (románul: Ulmeni, korábban Șilimeghiu, németül: Ulmendorf) város Romániában, Máramaros megyében, a történeti Szilágyságban.

## Fekvése
Nagybányától 57 km-re délnyugatra, Zsibótól 26 km-re északra, a Szamos bal partján fekszik.

## Nevének eredete
Neve bizonytalan eredetű. Hivatalos román neve (ulm 'szilfa') vsz. Petri Mór feltevése alapján született, aki a névbe vármegye-monográfiájában a latin ulmus 'szilfa' szót látta bele. Első említése: Sylelmed (1405). Románul: Sulelmegyul (1733).

## Története
A 15. században Közép-Szolnok vármegyei település volt a Jakcsi, ill. a Drágfi család birtokában, vásártartási joggal és a Szamoson révvel.
1447-ben Mátyás király meghagyta a kolozsmonostori konventnek, hogy a sülemedi vásáradó felébe és Szamoson szedett révbér felébe iktassa be Csaholyi Istvánt is.
1475-ben Sülemed mint Kővárhoz tartozó település volt említve.
1573-ban Gyulaffy László birtoka volt, a határában levő Gyükeres nevű szántófölddel együtt. 1593-ban Báthory Zsigmond a tizedeit is Gyulaffy Lászlónak adta. 1637-ben Gyulafi Sámuel Cseh várában kelt végrendeletében sülelmedi birtokait édesanyjára, Széchi Katára hagyta.
1682 előtt fölégették. 1720-ban 3 nemes, 10 jobbágy és 10 zsellér élt a faluban, 23 háztartásban. 1753-tól vásáros hely, román–magyar lakossággal. Vásárain főként szarvasmarhát adtak-vettek. Az 1797-ben végzett összeíráskor főbb birtokosai gróf Toldalagi László, gróf Bethlen Gergely, Báró Bornemissza József, gróf Gyulai József, gróf Toroczkai Pál és báró Naláczi József voltak.
1876-ban Szilágy vármegyéhez csatolták.
1897-ben 1876 holdnyi határának 50%-a volt szántó, 20%-a legelő és 8%-a erdő. 1899-ben vasúti csomópont lett, ami lendületet adott fejlődésének. A 20. század elején már jelentős ipari műhelyek működtek benne. A két világháború között mezővárosias jellegűvé vált, nagy malma, fonodája, tejfeldolgozó üzeme volt. 1938-ban alapították üveggyárát, amelyben 1940-ben 65 munkás dolgozott.
2004-ben kapott városi rangot.

## Lakossága
1850-ben 383 lakosából 304 volt román (79%) és 68 magyar (18%) nemzetiségű; 304 görögkatolikus, 38 református és 11 zsidó vallású.

1900-ban 784 lakosából 534 volt román (68%) és 247 magyar (32%) anyanyelvű; 526 görögkatolikus, 116 református, 106 zsidó és 32 római katolikus vallású. 20%-uk tudott írni–olvasni, a román anyanyelvűek 10%-a beszélt magyarul.

2002-ben 1493 lakosából 1273 volt román (85%), 184 magyar (12%) nemzetiségű; 1200 ortodox, 147 református, 89 pünkösdista és 29 római katolikus vallású.

## Látnivalók
- A Szent arkangyalok ortodox (korábban görögkatolikus)fatemplom 1720-ban épült. 1895-ben Nagysomkútról szállították át és állították fel újból.
- A református templom 1808 és 1812 között épült, 1912-ben felújították.
- Az 1940-es években római katolikus templomot is építettek.

## Gazdaság
Üveggyára mára bezárt, de működik ruhaipari és félkész betonelemeket gyártó üzeme, van fa- és malomipara.

## Oktatás
- Florian Ulmeanu Iskolacsoport (bentlakásos ipari szakiskola).
- George Pop de Băsești Magánlíceum.